# Ronald Engel
Ronald Engel (Amsterdam, 24 januari 1961) is een Nederlandse volkszanger en kroegbaas. 
Engel werd geboren en groeide op in de Amsterdamse wijk de Jordaan. Hij woonde op de hoek bij het café van Bolle Jan, en groeide op met de Amsterdamse volksmuziek. Als tiener bespeelde hij met René Froger de accordeon op feesten en partijen. 
Engel werd landelijk bekend met het nummer "Transsexueel". Het lied ontstond begin jaren '90, toen een vriend van Engel terugkwam van een uitje naar de toenmalige club iT in Amsterdam. Die vriend vertelde Engel smakelijk over wat hij daar gezien had: transseksuelen, die allemaal in bordelen werkten. Dat rijmde, en Engel maakte er direct een liedje van.  De meeste radio-omroepen vonden het nummer banaal en stigmatiserend richting transseksuelen en weigerden het te draaien. Radio-omroep Veronica maakte het echter tot haar alarmschijf  waarna het nummer de tiende plaats in de Nederlandse Top 40 wist te bemachtigen. Kort daarop scoorde Engel opnieuw een hit met het nummer "M'n Schoonmoeder". 

## Discografie

### Albums
| Album met eventuele hitnotering(en) in de Nederlandse Album Top 100 | Datum van verschijnen | Datum van binnenkomst | Hoogste positie | Aantal weken | Opmerkingen |
| ------------------------------------------------------------------- | --------------------- | --------------------- | --------------- | ------------ | ----------- |
| Gezelligheid tot sluitingstijd                                      |                       |                       |                 |              |             |

### Singles
| Single met eventuele hitnotering(en) in de Nederlandse Top 40 | Datum van verschijnen | Datum van binnenkomst | Hoogste positie | Aantal weken | Opmerkingen |
| ------------------------------------------------------------- | --------------------- | --------------------- | --------------- | ------------ | ----------- |
| Transsexueel                                                  | 1993                  |                       | 10              | 9            | Alarmschijf |
| M'n Schoonmoeder                                              | 1993                  |                       | 18              | 10           |             |